# Stenomorphus
Stenomorphus is een geslacht van kevers uit de familie van de loopkevers (Carabidae). De wetenschappelijke naam van het geslacht is voor het eerst geldig gepubliceerd in 1831 door Dejean.

## Soorten
Het geslacht Stenomorphus omvat de volgende soorten:
- Stenomorphus angustatus Dejean, 1831
- Stenomorphus californicus (Menetries, 1843)
- Stenomorphus convexior Notman, 1922
- Stenomorphus cubanus Darlington, 1937
- Stenomorphus penicillatus Darlington, 1936
- Stenomorphus sinaloae Darlington, 1936